# Seznam mest v Kanadi
Seznam mest v Kanadi je urejen po provincah.

## Alberta
- Airdrie
- Calgary
- Camrose
- Cold Lake
- Edmonton - provincialna prestolnica
- Fort Saskatchewan
- Grande Prairie
- Leduc
- Lethbridge
- Lloydminster (delno v Saskatchewanu)
- Medicine Hat
- Red Deer
- Spruce Grove
- St. Albert
- Wetaskiwin

## Britanska Kolumbija
| - Abbotsford - Armstrong - Burnaby - Castlegar - Chilliwack - Colwood - Coquitlam - Courtenay - Cranbrook - Dawson Creek - Duncan - Enderby - Fernie - Fort St. John - Grand Forks - Greenwood - Kamloops - Kimberley - Kelowna - Langley - Merritt - Nanaimo | - Nelson - New Westminster - North Vancouver - Parksville - Penticton - Port Alberni - Port Coquitlam - Port Moody - Prince George - Prince Rupert - Quesnel - Revelstoke - Richmond - Rossland - Salmon Arm - Surrey - Terrace - Trail - Vancouver - Vernon - Victoria - provincialna prestolnica - White Rock - Williams Lake |

## Manitoba
- Brandon
- Dauphin
- Flin Flon (partly in Saskatchewan)
- Portage la Prairie
- Selkirk
- Steinbach
- Thompson
- Winkler
- Winnipeg - provincialna prestolnica

## Novi Brunswick
- Bathurst
- Campbellton
- Dieppe
- Edmundston
- Fredericton - provincialna prestolnica
- Miramichi
- Moncton
- Saint John

## Nova Fundlandija in Labrador
- Corner Brook
- Mount Pearl
- St. John's - provincialna prestolnica, najstarejše mesto Severne Amerike

## Nova Škotska
- Halifax, Nova Scotia - provincialna prestolnica
- Sydney, Nova Scotia
- Dartmouth, Nova Scotia

## Ontario
| - Barrie - Belleville - Brampton - Brant - Brantford - Brockville - Burlington - Cambridge - Chatham-Kent - Clarence-Rockland - Cornwall - Dryden - Elliot Lake - Greater Sudbury - Guelph - Haldimand Grofy - Hamilton - Kawartha Lakes - Kenora - Kingston - Kitchener - Lambton Shores - London - Mississauga - Niagara Falls - Norfolk Grofy | - North Bay - Orillia - Oshawa - Ottawa - federal capital - Owen Sound - Pembroke - Peterborough - Pickering - Prince Edward Grofy - Port Colborne - Quinte West - Sarnia - Sault Ste. Marie - St. Catharines - St. Thomas - Stratford - Temiskaming Shores - Thorold - Thunder Bay - Timmins - Toronto - provincialna prestolnica - Vaughan - Waterloo - Welland - Windsor - Woodstock |

## Otok princa Edvarda
- Charlottetown - provincialna prestolnica
- Summerside

## Québec
| - Acton Vale - Alma - Amos - Amqui - Asbestos - Baie-Comeau - Baie-Saint-Paul - Barkmere - Beauceville - Beauharnois - Beaupré - Bécancour - Bedford - Belleterre - Beloeil - Berthierville - Blainville - Boisbriand - Bois-de-Filion - Bonaventure - Bromont - Brownsburg-Chatham - Cabano - Candiac - Cap-Chat - Cap-Santé - Carignan - Carleton--Saint-Omer - Causapscal - Chambly - Chandler - Chapais - Charlemagne - Châteauguay - Château-Richer - Chibougamau - Clermont - Coaticook - Contrecoeur - Cookshire-Eaton | - Cowansville - Danville - Daveluyville - Dégelis - Delson - Desbiens - Deux-Montagnes - Disraeli - Dolbeau-Mistassini - Donnacona - Drummondville - Dunham - Duparquet - East Angus - Farnham - Fermont - Forestville - Fossambault-sur-le-Lac - Gaspé - Gatineau - Gracefield - Granby - Grande-Rivière - Hudson - Huntingdon - Joliette - Kingsey Falls - Lac-Brome - Lac-Delage - Lachute - Lac-Mégantic - Lac-Saint-Joseph - Lac-Sergent - La Malbaie - La Pocatière - La Prairie - La Sarre - L'Assomption - La Tuque - Laval | - Lavaltrie - Lebel-sur-Quévillon - L'Épiphanie - Léry - Lévis - L'Île-Cadieux - L'Île-Perrot - Longueuil - Lorraine - Louiseville - Magog - Malartic - Maniwaki - Marieville - Mascouche - Matagami - Matane - Mercier - Métabetchouan-- Lac-à-la-Croix - Métis-sur-Mer - Mirabel - Mont-Joli - Mont-Laurier - Montmagny - Montreal - Mont-Saint-Hilaire - Mont-Tremblant - Murdochville - Neuville - New Richmond - Nicolet - Normandin - Notre-Dame-de-l'Île-Perrot - Notre-Dame-du-Lac - Otterburn Park - Paspébiac - Percé - Pincourt - Plessisville | - Pohénégamook - Port-Cartier - Pont-Rouge - Portneuf - Prévost - Princeville - Quebec - provincialna prestolnica - Repentigny - Richelieu - Richmond - Rimouski - Rivière-du-Loup - Rivière-Rouge - Roberval - Rosemère - Rouyn-Noranda - Saguenay - Saint-Basile - Saint-Basile-le-Grand - Saint-Césaire - Saint-Constant - Sainte-Adèle - Sainte-Agathe-des-Monts - Sainte-Anne-de-Beaupré - Sainte-Anne-des-Monts - Sainte-Anne-des-Plaines - Sainte-Catherine - Sainte-Catherine-de- la-Jacques-Cartier - Sainte-Julie - Sainte-Marguerite--Estérel - Sainte-Marie - Sainte-Marthe-sur-le-Lac - Sainte-Thérèse - Saint-Eustache - Saint-Félicien - Saint-Gabriel - Saint-Georges - Saint-Hyacinthe - Saint-Jean-sur-Richelieu | - Saint-Jérôme - Saint-Joseph-de-Beauce - Saint-Joseph-de-Sorel - Saint-Lazare - Saint-Lin--Laurentides - Saint-Marc-des-Carrières - Saint-Ours - Saint-Pamphile - Saint-Pascal - Saint-Pie - Saint-Raymond - Saint-Rémi - Saint-Sauveur - Saint-Tite - Salaberry-de-Valleyfield - Schefferville - Scotstown - Senneterre - Sept-Îles - Shawinigan - Sherbrooke - Sorel-Tracy - Stanstead - Sutton - Témiscaming - Terrebonne - Thetford Mines - Thurso - Trois-Pistoles - Trois-Rivières - Valcourt - Val-d'Or - Varennes - Vaudreuil-Dorion - Victoriaville - Ville-Marie - Warwick - Waterloo - Waterville - Windsor |

## Saskatchewan
- Estevan
- Flin Flon (delno v Manitobi)
- Humboldt
- Lloydminster (delno v Alberti)
- Melfort
- Melville
- Moose Jaw
- North Battleford
- Prince Albert
- Regina - provincialna prestolnica
- Saskatoon
- Swift Current
- Weyburn
- Yorkton

## Severozahodni teritoriji
- Yellowknife - teritorialna prestolnica

## Nunavut
- Iqaluit (mesto) - teritorialna prestolnica

## Jukon
- Whitehorse - teritorialna prestolnica
- Dawson City, Yukon